# One Good Turn
One Good Turn is een korte film van Laurel en Hardy uit 1931. De film werd geregisseerd door James W. Horne, geproduceerd door Hal Roach en script is van H.M. Walker.

## Verhaal
Laurel en Hardy zijn slachtoffers van de Grote Depressie en vragen een aardige oude mevrouw om een paar boterhammen. Terwijl ze van de maaltijd genieten horen ze dat de oude mevrouw uit haar huis dreigt te worden gezet vanwege schulden. Ze weten echter niet dat het niet menens is maar slechts een oefening voor een toneelstuk betreft. Stan en Ollie besluiten haar te helpen door hun auto te verkopen en met de opbrengst de schulden van de vrouw te voldoen. Tijdens de verkoop stopt een dronken man een goed gevulde portefeuille in Stans zak. Ollie ziet die portefeuille en beschuldigt Stan ervan de oude mevrouw te hebben bestolen. Eenmaal terug bij de oude mevrouw komt de waarheid boven tafel neemt Stan hardhandig wraak op Ollie.

## Rolverdeling
| Acteur          | Personage       |
| --------------- | --------------- |
| Stan Laurel     | Stan            |
| Oliver Hardy    | Ollie           |
| Mary Carr       | oude vrouw      |
| Jimmy Finlayson | James Finlayson |
| Billy Gilbert   | dronkaard       |
| Gordon Douglas  | communist       |
| Dorothy Granger | communist       |
| Snub Pollard    | communist       |
| Lyle Tayo       | communist       |

## Citaten
Ollie tegen de oude mevrouw: "We hebben drie dagen niets gegeten." 

Stan (aanvullend) "Gisteren, vandaag en morgen."

## Trivia
- De film is ontstaan doordat Laurels dochtertje Lois het niet leuk vond dat haar vader in de meeste Laurel en Hardy-films klappen van Oliver kreeg. Laurel schreef derhalve een film waarin hij Oliver voor zijn doen zeer fors te lijf gaat.